# Wolfgang Smith
Wolfgang Smith (Viena, 18 de fevereiro de 1930 – Ventura, 19 de julho de 2024) foi um matemático e físico. Escreveu extensamente no campo da geometria diferencial. Como crítico do cientificismo, propôs uma nova interpretação da mecânica quântica fundamentada principalmente na ontologia medieval e no realismo.

## Biografia
Smith se formou em 1948 na Universidade Cornell com um B.A. em Filosofia, Física e Matemática. Dois anos mais tarde, ele obteve seu M.S. em Física na Universidade de Purdue e, algum tempo depois, um doutorado em Matemática pela Universidade Columbia. Ele trabalhou como físico na Bell Aircraft Corporation, pesquisando aerodinâmica e o problema da reentrada atmosférica. Foi professor de matemática no MIT, na UCLA e no OSU, pesquisando no campo da geometria diferencial e publicando artigos em diversas revistas científicas, tais como a Transactions of the American Mathematical Society, a Proceedings of the National Academy of Sciences, a American Journal of Mathematics , entre outras. Smith aposentou-se em 1992.
Em paralelo com suas obrigações acadêmicas, ele desenvolveu e ainda desenvolve investigações filosóficas nas áreas da Metafísica e da Filosofia da ciência, publicando artigos em revistas especializadas, tal como The Thomist and Sophia: The Journal of Traditional Studies. Smith critica a modernidade ao explorar os fundamentos filosóficos do método científico e ao enfatizar a ideia de trazer a ciência de volta à abordagem aristotélica do realismo ontológico tradicional.

## Filosofia
Identificando-se com a crítica de Alfred North Whitehead ao "bifurcacionismo" e ao "reducionismo físico" do cientificismo - isto é, a crença de que, primeiro, as propriedades qualitativas dos objetos de percepção (objetos "corporais") são, em última análise, distintas de suas respectivas propriedades quantitativas (os objetos "físicos" estudados pelas várias ciências); e segundo, que os objetos físicos são de fato tudo o que existe, o que significa que os objetos corporais são reduzidos a seus equivalentes físicos - Smith examina criticamente em seu trabalho Cosmos and Transcendence (1984) as raízes cartesianas da ciência moderna.[carece de fontes?]
Prosseguindo com sua crítica ao cientificismo em sua monografia, The Quantum Enigma (1995), Smith levanta questões sobre se o método científico é de fato dependente da filosofia científica e, se não for, se vinculá-lo a outros marcos filosóficos forneceria melhores soluções para a maneira como os fenômenos físicos são interpretados. Demonstrando que nem o método científico nem seus resultados exigem adesão a uma metafísica cientificista, ele responde negativamente à primeira pergunta, resultando na conclusão de que é possível vincular o método científico a qualquer ontologia subjacente ou a nenhuma. Trabalhando então na segunda questão, ele propõe vincular o método científico - e, portanto, as ciências modernas - a uma metafísica não bifurcacionista e não reducionista na forma de uma ontologia tomística modificada, mostrando como esse movimento resolve as aparentes incoerências do quantum mecânica.
Segundo Smith, essa interpretação da mecânica quântica permite o uso dos conceitos hilomórficos de potência e ato para entender adequadamente a sobreposição quântica. Por exemplo, em vez de considerar que um fóton é "simultaneamente uma onda e uma partícula" ou "uma partícula em duas posições distintas", pode-se considerar que o fóton (ou qualquer outro objeto físico) a princípio não existe em ato, mas somente em potência; isto é, como "matéria" no significado hilomórfico do termo, com o potencial de se tornar "uma onda ou uma partícula" ou "de estar aqui ou ali". Se um desses resultados ocorrerá com essa matéria indiferenciada depende da determinação imposta a ela pelo objeto corporal macroscópico que fornece sua atualização. Um fóton, portanto, não seria mais estranho por ter muitos potenciais do que, digamos, um indivíduo com o potencial "sobreposto" de aprender francês e/ou espanhol e/ou grego, o tempo todo lendo e/ou andando e/ou esticando os braços. Uma consequência adicional dessa interpretação é que um objeto corpóreo e seu "objeto físico associado" não são mais dicotomizados ou reduzidos um ao outro, mas, pelo contrário, constituem um conjunto no qual aspectos diferentes são tratados dependendo da perspectiva.
A compreensão de Smith da relação entre objetos corporais e físicos se estende à sua interpretação da biologia, onde ele se tornou um oponente da evolução darwiniana, pois o elemento fundamental de uma espécie seria sua forma, não sua história causal, que os evolucionistas favorecem. Isso o leva a apoiar o movimento do design inteligente, embora sua própria abordagem hilomórfica não seja amplamente adotada pelos principais teóricos do design inteligente (que, como os evolucionistas, também favorecem a história causal, embora de maneira diferente).[carece de fontes?]     
Smith também adotou uma postura de reabilitação relativista do geocentrismo. Ele não apoia inequivocamente um geocentrismo ptolomaico ou medieval, nem afirma que o heliocentrismo seja absolutamente falso. Em vez disso, ele argumenta que, de acordo com a teoria da relatividade, tanto o heliocentrismo quanto o geocentrismo têm mérito científico, na medida em que a observação científica depende do quadro de referência do observador. Consequentemente, quaisquer observações feitas a partir da Terra (ou satélites próximos à Terra) são de fato geocêntricas.

### Livros
Livros escritos por Wolfgang Smith ou que incluem suas contribuições:
Wolfgang Smith. (1984). Cosmos and Transcendence: Breaking Through the Barrier of Scientistic Belief. Peru (Illinois): Sherwood Sugden and Company. ISBN 0-89385-028-4. OCLC 12945771
Wolfgang Smith. (1988). Teilhardism and the New Religion: A Thorough Analysis of the Teachings of Pierre Teilhard De Chardin. Rockford (Illinois): TAN Books & Publishers. ISBN 0-89555-315-5. OCLC 19648994
Wolfgang Smith. (1995). The Quantum Enigma: Finding the Hidden Key. Peru (Illinois): Sherwood Sugden and Company. ISBN 0-89385-042-X. OCLC 33200608
Wolfgang Smith. (2003). The Wisdom of Ancient Cosmology: Contemporary Science in Light of Tradition. Oakton: The Foundation for Traditional Studies. ISBN 0-9629984-7-8. OCLC 54398541
Mehrdad M. Zarandi (ed.), ed. (2004). «The Plague of Scientistic Belief». Science and the Myth of Progress. Col: The Perennial Philosophy Series. Bloomington (Indiana): World Wisdom. ISBN 0-941532-47-X. OCLC 52165739. Consultado em 27 de abril de 2008
Harry Oldmeadow (ed.), ed. (2005). «'Progress' in Retrospect». The Betrayal of Tradition: Essays on the Spiritual Crisis of Modernity. Col: The Perennial Philosophy Series. Bloomington, IN: World Wisdom. ISBN 0-941532-55-0. OCLC 56599559

### Artigos

#### Geral
Artigos sobre filosofia, religião, física e temas não-matemáticos em geral:
«From Schrödinger's Cat to Thomistic Ontology». Washington, DC: The Dominican Province of Saint Joseph. The Thomist. 63 (1): 49–63. 1999. ISSN 0040-6325. OCLC 1645845. Consultado em 27 de abril de 2008. Arquivado do original em 28 de julho de 2011
«Celestial Corporeality». Oakton: The Foundation for Traditional Studies. Sophia: the Journal of Traditional Studies. 5 (1). 1999. ISSN 1521-1231. OCLC 39708929
«The plague of scientistic belief». São Francisco (Califórnia): Ignatius Press. Homiletic and Pastoral Review. 2000. ISSN 0018-4268. OCLC 5739991. Consultado em 27 de abril de 2008. Cópia arquivada em 27 de abril de 2008
«The Extrapolated Universe». Oakton, VA: The Foundation for Traditional Studies. Sophia: the Journal of Traditional Studies. 6 (1). 2000. ISSN 1521-1231. OCLC 39708929
«Eddington and the Primacy of the Corporeal». Oakton, VA: The Foundation for Traditional Studies. Sophia: the Journal of Traditional Studies. 6 (2). 2000. ISSN 1521-1231. OCLC 39708929
«Science and Myth: the Hidden Connection». Oakton, VA: The Foundation for Traditional Studies. Sophia: the Journal of Traditional Studies. 7 (1). 2001. ISSN 1521-1231. OCLC 39708929
«The Pitfall of Astrophysical Cosmology». Oakton, VA: The Foundation for Traditional Studies. Sophia: the Journal of Traditional Studies. 7 (2). 2001. ISSN 1521-1231. OCLC 39708929
«Esoterism and Cosmology: From Ptolemy to Dante and Cusanus». Oakton, VA: The Foundation for Traditional Studies. Sophia: the Journal of Traditional Studies. 8 (1). 2002. ISSN 1521-1231. OCLC 39708929
«Modern Science and Guénonian Critique». Oakton, VA: The Foundation for Traditional Studies. Sophia: the Journal of Traditional Studies. 9 (2). 2003. ISSN 1521-1231. OCLC 39708929
«The Enigma of Visual Perception». Oakton, VA: The Foundation for Traditional Studies. Sophia: the Journal of Traditional Studies. 10 (1). 2004. ISSN 1521-1231. OCLC 39708929
«Neurons and Mind». Oakton, VA: The Foundation for Traditional Studies. Sophia: the Journal of Traditional Studies. 10 (2). 2004. ISSN 1521-1231. OCLC 39708929
«Review of Journeys East, by Harry Oldmeadow». Oakton, VA: The Foundation for Traditional Studies. Sophia: the Journal of Traditional Studies. 11 (1). 2005. ISSN 1521-1231. OCLC 39708929
«Rama P. Coomaraswamy 1929-2006: In Memoriam». Oakton, VA: The Foundation for Traditional Studies. Sophia: the Journal of Traditional Studies. 12 (2). 2006. ISSN 1521-1231. OCLC 39708929
«Cosmology in the Face of Gnosis». Oakton, VA: The Foundation for Traditional Studies. Sophia: the Journal of Traditional Studies. 12 (2). 2006. ISSN 1521-1231. OCLC 39708929
«Transcending the creatio ex nihilo: The Kabbalistic Exegesis». Oakton, VA: The Foundation for Traditional Studies. Sophia: the Journal of Traditional Studies. 13 (1). 2007. ISSN 1521-1231. OCLC 39708929
«The Wisdom of Christian Kabbalah». Oakton, VA: The Foundation for Traditional Studies. Sophia: the Journal of Traditional Studies. 13 (2). 2007–2008. ISSN 1521-1231. OCLC 39708929

#### Matemática
Artigos acadêmicos sobre matemática assinados como "J. Wolfgang Smith":
Smith, J. Wolfgang (1959). «On Integration of Quasi-Linear Parabolic Equations By Explicit Difference Methods». Providence: American Mathematical Society. Transactions of the American Mathematical Society (fee required). 91 (3): 425–443. JSTOR 1993257. OCLC 1480369. doi:10.2307/1993257
Wolfgang Smith, J (15 de janeiro de 1960). «Fundamental Groups on a Lorentz Manifold» (fee required). Washington, DC: United States National Academy of Sciences. Proceedings of the National Academy of Sciences. 46 (1): 111–114. Bibcode:1960PNAS...46..111S. OCLC 43473694. doi:10.1073/pnas.46.1.111
Smith, J. Wolfgang (1960). «Lorentz Structures on the Plane». Providence, RI: American Mathematical Society. Transactions of the American Mathematical Society (fee required). 95 (2): 226–237. JSTOR 1993288. OCLC 1480369. doi:10.2307/1993288
Smith, J. Wolfgang (1960). «Fundamental Groups on a Lorentz Manifold». Baltimore: Johns Hopkins University Press. American Journal of Mathematics (Reprint, fee required). 82 (4): 873–890. JSTOR 2372946. OCLC 31863589. doi:10.2307/2372946
Clifton, Yeaton H; Clifton, Yeaton H. (15 de fevereiro de 1961). «The Category of Topological Objects» (fee required). Washington, DC: United States National Academy of Sciences. Proceedings of the National Academy of Sciences. 47 (2): 190–195. Bibcode:1961PNAS...47..190C. OCLC 43473694. doi:10.1073/pnas.47.2.190 
Clifton, Yeaton H.; Clifton, Yeaton H. (1962). «Topological Objects and Sheaves». Providence, RI: American Mathematical Society. Transactions of the American Mathematical Society (fee required). 105 (3): 436–452. JSTOR 1993730. OCLC 1480369. doi:10.2307/1993730 
Clifton, Yeaton H; Clifton, Yeaton H. (15 de novembro de 1963). «The Euler Class as an Obstruction in the Theory of Foliations» (fee required). Washington, DC: United States National Academy of Sciences. Proceedings of the National Academy of Sciences. 50 (5): 949–954. Bibcode:1963PNAS...50..949C. OCLC 43473694. PMC 221954. PMID 16591128. doi:10.1073/pnas.50.5.949 
Smith, J. Wolfgang (1966). «The de Rham theorem for general spaces» (PDF, fee required). Sendai, (Japão): Maruzen Co. Tohoku Mathematical Journal, (2nd Series). 18 (2): 115–137. MR 0202154. OCLC 1642556. Zbl 0146.19402. doi:10.2748/tmj/1178243443
Smith, J. Wolfgang (1968). «An exact sequence for submersions» (PDF). Providence, RI: American Mathematical Society. Bulletin of the American Mathematical Society. 74 (2): 233–237. MR 0221512. OCLC 4672985. doi:10.1090/S0002-9904-1968-11899-3
Smith, J. Wolfgang (1969). «Commuting vectorfields on open manifolds» (PDF). Providence, RI: American Mathematical Society. Bulletin of the American Mathematical Society. 75 (5): 1013–1017. MR 0248867. OCLC 4672985. Zbl 0179.52002. doi:10.1090/S0002-9904-1969-12343-8
«A homology spectral sequence for submersions» (PDF). Berkeley (Califórnia): Pacific Journal of Mathematics. Pacific Journal of Mathematics. 89 (2): 279–299. 1980. ISSN 0030-8730. MR 599121. OCLC 1761678. Zbl 0472.55015
«Fiber homology and orientability of maps» (PDF). Berkeley, CA: Pacific Journal of Mathematics. Pacific Journal of Mathematics. 89 (2): 453–470. 1980. ISSN 0030-8730. MR 599133. OCLC 1761678. Zbl 0467.55019

## Filmografia
Wolfgang Smith participou do documentário Milagre (2019), de Mauro Ventura, com a presença de Seyyed Hossein Nasr e Olavo de Carvalho.

É o protagonista do documentário The End of Quantum Reality (2020), de Katheryne Thomas.